# Préfecture de Wawa
Pour l’article homonyme, voir Wawa.

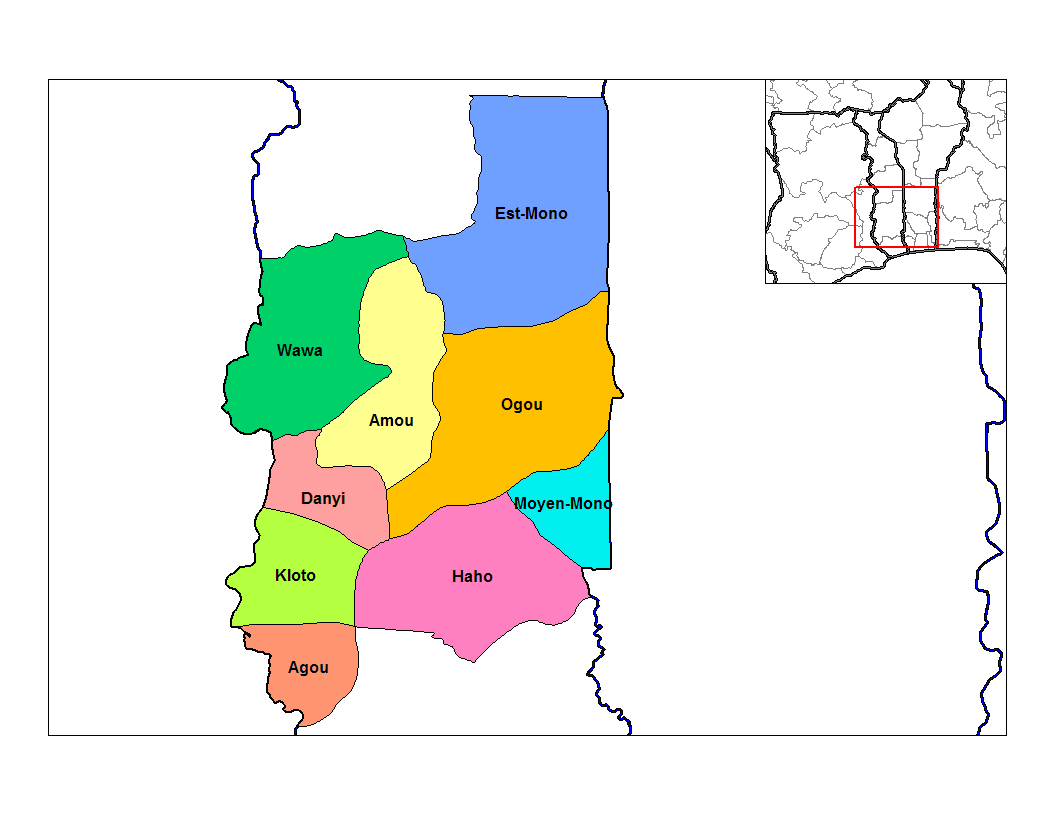
Carte des préfectures de la région des Plateaux.

La préfecture de Wawa est une préfecture du Togo, située dans la région des Plateaux. Son chef lieu est Badou. Cette préfecture comporte deux grands groupes du peuple Akposso, autochtone : Uviu-Ebeti et Uwui. Le premier groupe rassemble les villages comme Tomégbé, Anonoe, Kpete-Bena, Kpete-Maflo, Kessibo... et le second s'étend de Ounabe, jusqu'à Eketo passant par Gobe, Klabe, Okou, Imoussa... Les autres groupes forment la Préfecture d'Amou.

## Géographie
Elle est située à l'Ouest du Togo, entre la Région centrale, au Nord-ouest et la préfecture d'Agou, au sud.
Son point le plus haut le mont Djogbé, culmine à 915 m.

## Démographie
Sa population estimée (2002) est de 145 000 habitants environ. L'ethnie dominante est le peuple autochtone Akposso. Ainsi le nom de cette  préfecture (Wawa) dans le dialecte du terroir est issu de la rivière Wawa qui traverse la préfecture. 

## Économie
Les plantations de café et de cacao se cultivent dans les parties les plus fertiles de la préfecture.